# Ernest Leonard Johnson
Ernest Leonard Johnson (fallecido aprox. 1977) fue un astrónomo sudafricano, antiguo miembro del Observatorio Union en Johannesburgo del que se jubiló en 1956. Descubrió 18 asteroides entre 1946 y 1951 y algunos cometas, incluyendo el cometa periódico 48P/Johnson.
Johnson fue el ganador de dos medallas Donohoe, concretamente la 241° y la 245°.

## Descubrimientos
| Asteroides descubiertos: 18 | Asteroides descubiertos: 18 |
| --------------------------- | --------------------------- |
| (1568) Aisleen              | 21 de agosto de 1946        |
| (1580) Betulia              | 22 de mayo de 1950          |
| (1585) Union                | 7 de julio de 1947          |
| (1607) Mavis                | 3 de septiembre de 1950     |
| (1609) Brenda               | 10 de julio de 1951         |
| (1618) Dawn                 | 5 de julio de 1948          |
| (1623) Vivian               | 9 de agosto de 1948         |
| (1731) Smuts                | 9 de agosto de 1948         |
| (1760) Sandra               | 10 de abril de 1950         |
| (1819) Laputa               | 9 de agosto de 1948         |
| (1885) Herero               | 9 de agosto de 1948         |
| (1922) Zulu                 | 25 de abril de 1949         |
| (2546) Libitina             | 23 de marzo de 1950         |
| (2651) Karen                | 28 de agosto de 1949        |
| (2718) Handley              | 30 de julio de 1951         |
| (2829) Bobhope              | 9 de agosto de 1948         |
| (3184) Raab                 | 22 de agosto de 1949        |
| (5038) Overbeek             | 31 de mayo de 1948          |

### Asteroides descubiertos
Entre 1946 y 1951 descubrió 40 asteroides. El Minor Planet Center acredita sus descubrimientos como E. L. Johnson.

### Cometas
El Minor Planet Center le acredita además el descubrimiento de 4 cometas:
- 48P/Johnson.
- C/1935 A1.
- C/1948 R1.
- C/1949 K1.